# 젤다무쌍 봉인 전기
《젤다무쌍 봉인 전기》는 AAA 게임스 스튜디오가 개발하고 닌텐도가 배급한 핵 앤드 슬래시 게임이다. 전작들과 마찬가지로 닌텐도의 《젤다의 전설》 시리즈 세계관 및 등장인물과 《진삼국무쌍》 시리즈의 게임플레이를 조합한 크로스오버이다. 이야기상 《젤다의 전설 티어스 오브 더 킹덤》의 프리퀄이다.

## 개발
《젤다무쌍 봉인 전기》는 닌텐도 스위치 2 게임기를 공개한 2025년 4월 2일자 닌텐도 다이렉트에서 발표됐다.

### 내용주
1. ↑  일본어: ゼルダ無双 封印戦記, 영어: Hyrule Warriors: Age of Imprisonment

### 참조주
1. ↑  “Nintendo Direct: Nintendo Switch 2 – April 2, 2025” (독일어). Nintendo. 2025년 4월 2일. 2025년 4월 11일에 확인함.
2. ↑  Valentine, Rebekah (2025년 4월 2일). “Hyrule Warriors: Age of Imprisonment Announced for Nintendo Switch 2”. 《IGN》. 2025년 4월 2일에 원본 문서에서 보존된 문서. 2025년 4월 18일에 확인함.